# Hiptop

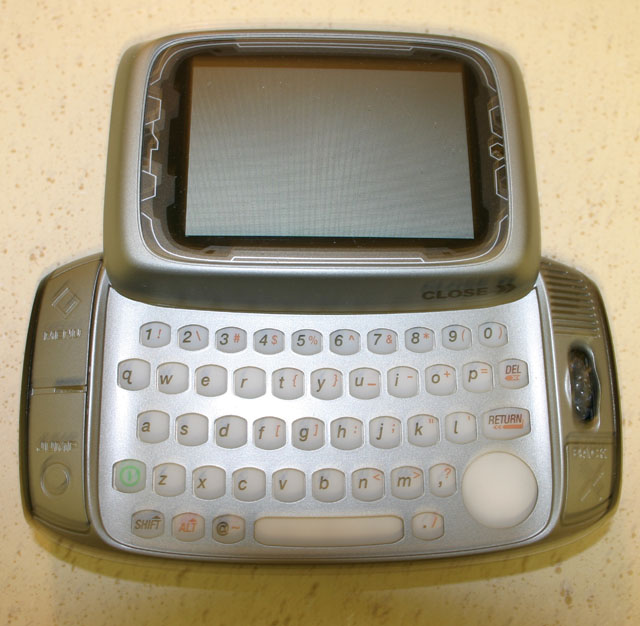
Un hiptop.

Le Hiptop est un smartphone produit par la société Danger (en) de 2002 à 2010.

## Description
Sorti en 2002, ce téléphone possède un écran escamotable. Il permet d'aller sur internet, d'envoyer et de recevoir des mails.
À sa sortie son prix est de 200 dollars.